# 維吉尼亞 (密蘇里州)
維吉尼亞（英語：Virginia）是位於美國密蘇里州貝茨縣的非建制地區。

## 歷史
維吉尼亞的郵局於1871年設立，其後於1906年停運。

## 地理
維吉尼亞所處的海拔為高於海平面266米（即873英呎），而該地所採用的時區為UTC-6，即北美中部時區（CST）。同時該地設有夏令時間，為UTC-6調快一小時，即UTC-5（CDT）。